# Despina Mourta
Despina Mourta, auch Despoina Mourta (griechisch Δέσποινα Μουρτά, * 4. Juni 1996 in Patras), ist eine griechische Leichtathletin, die sich auf den Sprint spezialisiert hat.

## Sportliche Laufbahn
Erste internationale Erfahrungen sammelte Despoina Mourta im Jahr 2012, als sie bei den Jugend-Balkan-Meisterschaften in Belgrad in 55,64 s die Goldmedaille im 400-Meter-Lauf gewann. Im Jahr darauf gewann sie bei den Junioren-Balkan-Meisterschaften in Denizli in 56,83 s die Bronzemedaille und kurz darauf sicherte sie sich bei den Jugend-Balkan-Meisterschaften ebendort in 56,24 s die Silbermedaille über 400 Meter. 2014 siegte sie in 55,08 s bei den Junioren-Balkan-Meisterschaften in Serres und gewann dort mit der griechischen 4-mal-400-Meter-Staffel in 3:47,15 min die Bronzemedaille. Anschließend belegte sie bei den Balkan-Meisterschaften in Pitești in 55,21 s den fünften Platz über 400 Meter. 2016 gewann sie bei den Balkan-Meisterschaften ebendort in 3:37,48 min die Silbermedaille mit der Staffel hinter dem rumänischen Team. Daraufhin startete sie mit der Staffel bei den Europameisterschaften in Amsterdam und verpasste dort mit 3:31,66 min den Finaleinzug. Im Jahr darauf schied sie bei den U23-Europameisterschaften in Bydgoszcz mit 54,02 s in der ersten Runde über 400 Meter aus und 2018 wurde sie bei den Balkan-Meisterschaften in Stara Sagora in 52,98 s Vierte im Einzelbewerb und gewann mit der Staffel in 3:33,89 min die Silbermedaille hinter Rumänien. Anschließend kam sie bei den Europameisterschaften in Berlin mit 52,96 s nicht über den Vorlauf über 400 Meter hinaus und verpasste mit der Staffel mit 3:34,69 min den Finaleinzug. Zudem belegte sie im selben Jahr bei den U23-Mittelmeer-Meisterschaften in Jesolo in 54,11 s den vierten Platz über 400 Meter.
2019 gelangte sie bei den Europaspielen in Minsk mit der Mixed-Staffel über 4-mal 400 Meter mit 3:20,81 min auf Rang zwölf und 2022 siegte sie mit der Frauenstaffel in 3:34,29 min bei den Balkan-Meisterschaften in Craiova. Anschließend startete sie mit der Staffel bei den Europameisterschaften in München und schied dort mit 3:33,33 min in der ersten Runde aus. Im Jahr darauf gelangte sie bei den Balkan-Meisterschaften in Kraljevo mit 54,60 s auf den neunten Platz über 400 Meter und gewann mit der Staffel in 3:33,35 min die Silbermedaille hinter dem ukrainischen Team. 
In den Jahren 2014, 2019 und 2023 wurde Mourta griechische Meisterin im 400-Meter-Lauf sowie 2022 in der 4-mal-400-Meter-Staffel.

## Persönliche Bestleistungen
- 200 Meter: 23,96 s (−0,3 m/s), 24. Juli 2022 in Patras
  - 200 Meter (Halle): 24,65 s, 15. Februar 2015 in Piräus
- 400 Meter: 52,96 s, 8. August 2018 in Berlin
  - 400 Meter (Halle): 54,59 s, 18. Februar 2023 in Piräus